# Michel Pinton
Michel Pinton (ur. 23 grudnia 1937 w Felletin) – francuski polityk i publicysta, spin doktor, od 1993 do 1994 poseł do Parlamentu Europejskiego III kadencji.

## Życiorys
Absolwent École polytechnique i École nationale de la statistique et de l’administration économique. Przez pewien czas przebywał w Stanach Zjednoczonych pracując dla Roberta F. Kennedy’ego, od 1966 do 1968 był research fellow w zakresie matematyki na Uniwersytecie Princeton. Pod koniec lat 60. został bliskim współpracownikiem Valéry’ego Giscarda d’Estaing, specjalizując się w zakresie sondaży i kampanii wyborczych. Prowadził przedsiębiorstwo doradzające politykom w zakresie komunikacji, pracował również w mediach. Opublikował kilka książek poświęconych tematom politycznym.
Należał do grona założycieli Unii na rzecz Demokracji Francuskiej, w latach 1981–1983 pełnił funkcję sekretarza generalnego partii (zrezygnował z funkcji w wyniku wewnątrzpartyjnych sporów). W 1989 kandydował do Parlamentu Europejskiego, mandat uzyskał  1993 w miejsce Charlesa Baura. Pozostał deputowanym niezrzeszonym. W latach 1995–2008 pełnił funkcję mera Felletin. W 1998 zainicjował petycję przeciwko Pacte civil de solidarité, podpisaną następnie przez ponad 14 tysięcy francuskich merów. Na początku XXI wieku związał się z Biegunem Republikańskiem, partii założonej przez Jean-Pierre’a Chevènementa.